# Dactylicapnos gaoligongshanensis
Dactylicapnos gaoligongshanensis är en vallmoväxtart som beskrevs av Lidén. Dactylicapnos gaoligongshanensis ingår i släktet Dactylicapnos och familjen vallmoväxter. Inga underarter finns listade i Catalogue of Life.